# Trotz

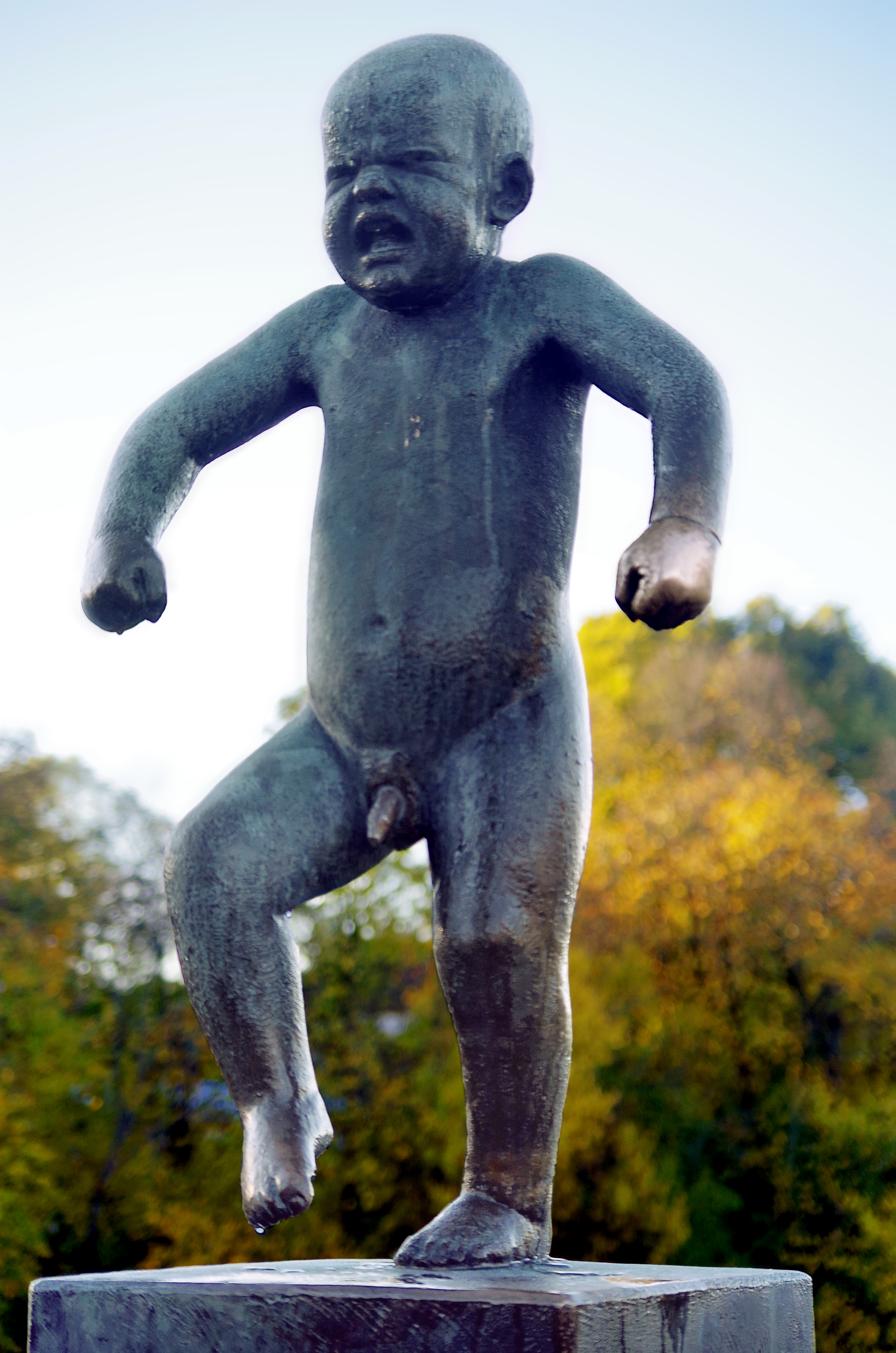
Die Skulptur Der kleine Trotzkopf von Gustav Vigeland im Vigeland-Skulpturenpark in Oslo

Trotz ist ein Verhalten des Widerstands (entweder im allgemeinen Sinne, im Sinne der Psychologie in der Psychotherapie oder im politischen Sinne), das sich in hartnäckigem, oft auch von heftigen Gefühlsausbrüchen begleitetem Beharren auf einer Meinung oder einem (ggf. auch nur vermeintlichen) Recht äußert.
Der Begriff Trotz (mittelhochdeutsch (vorwiegend) tra(t)z, oberdeutsch tru(t)z für ‘Widersetzlichkeit, Feindseligkeit, Herausforderung’, frühneuhochdeutsch auch ‘Unerschrockenheit, Mut’) war ursprünglich nicht negativ konnotiert, sondern bezeichnete allgemein Gegenwehr oder Standhaftigkeit (vgl. etwa Redewendungen wie Trutz bieten, Schutz und Trutz). In Bezug auf kindliches Verhalten wird der Begriff jedoch traditionell negativ verstanden, anders als im wissenschaftlichen Diskurs.

## Trotz als Verhalten

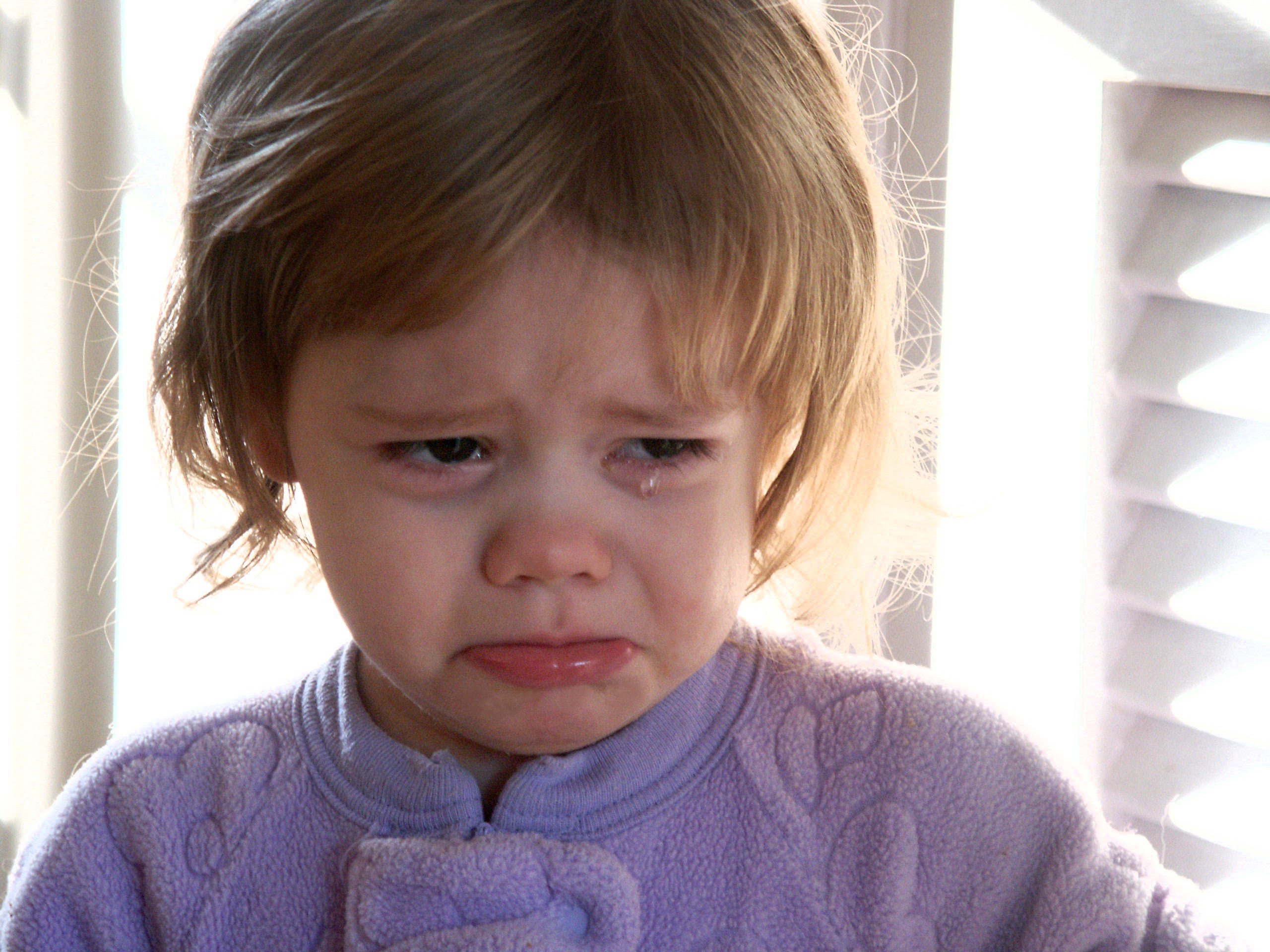
Trotzendes Kind

Der Trotz empfindende und ausübende Mensch befindet sich dabei in einem Zustand des inneren, leicht auch äußeren Widerstandes gegen die soziale Umwelt im Sinne der Selbstbehauptung. Es besteht immer auch eine Tendenz zum Abbruch der Kommunikation. In der Psychologie ist auch die komplexe Abwehrreaktion der Reaktanz beschrieben, die zum Beispiel dann eintritt, wenn eine Appellbotschaft auf der Beziehungsebene nicht fundiert ist.
Lawrence Sherman machte 1993 den Trotz zum Gegenstand einer Kriminalitätstheorie, die Trotztheorie genannt wird.

### Trotz in der Kindesentwicklung
Im Rahmen der Psychogenese des Kindes entwickelt sich in der Zeit zwischen dem zweiten und etwa dem vierten Lebensjahr der kindliche Selbstbehauptungswille. In der Entwicklungspsychologie wird diese Zeit Autonomiephase genannt, doch sind auch die Begriffe Trotzalter oder Trotzphase gebräuchlich.
Als zweites Trotzalter wurde früher häufig eine bestimmte Phase in der Pubertät bezeichnet, in der die Heranwachsenden sich insbesondere gegen die Erziehungsberechtigten wenden.

### Die Trotzphasen des Kindes in der frühen Sprachentwicklung
In der Sprachentwicklung des Kindes, etwa ab dem Alter von 1½ Jahren an, beginnt das erste Fragealter, das inzwischen auch als 1. Trotzphase bezeichnet wird. Das Kind drückt mit seinem noch relativ geringen Wortschatz von etwa 50 Wörtern alle seine Wünsche und Bedürfnisse aus und versucht diese in Einklang mit seinem Umfeld zu bringen. Dabei werden Fragen an den Erwachsenen gestellt, die, wenn sie mit ja beantwortet werden, vom Kind als positiv gewertet werden. Wird etwas verneint, so kommt es zu Gefühlen wie Wut, Trauer, Enttäuschung und Angst. Die linke Gehirnhälfte, der bei Kindern Funktionen wie logisches Denken, Sprache und analytisches Denken zugeschrieben werden, ist bei Stresserlebnissen inaktiv, weswegen eine Kommunikation unmöglich wird. Durch kurze Sätze, Wiederholungen und das Spiegeln von Emotionen kann erreicht werden, dass das Kind für Ablenkung oder Trost empfänglich wird. Diese Trotzreaktionen treten jedoch nicht bei allen Kindern in diesem Alter auf. Insofern ist Trotzphase heute ein ungesicherter und in Psychologie und Pädagogik kaum mehr verwendeter Begriff, noch dazu ist er herablassend und negativ wertend. Das kleinkindliche Verhalten wird passender mit dem Begriff „Autonomiephase“ bezeichnet, da es sich dabei um einen ersten Ablöseprozess handelt, in dem Kinder erkennen, dass ihre Bedürfnisse nicht mehr wie selbstverständlich erfüllt werden.
Das zweite Fragealter beginnt ab dem vierten bis fünften Lebensjahr, wenn die Wortschatzentwicklung bereits weit fortgeschritten ist. Das Kind stellt jetzt Warum-Fragen, um Informationen zu den einzelnen es beschäftigenden Gebieten zu bekommen und stellt auch die Erwachsenen in Frage, wenn es erkennt, dass diese keine Antwort auf seine Frage parat haben. Während dieser Phase widersprechen Kinder ihren Eltern und versuchen durch Sturheit, Bockigkeit und kreative Ideen ihre erwachsenen Mitmenschen auf das eigentliche Problem hinzuweisen. Kinder in diesem Alter haben gelernt, Stress besser zu bewältigen, so dass die Fähigkeit, sich an die Umstände anzupassen, immer besser ausgeprägt ist. Erst im Grundschulalter ist zu erwarten, dass der bewusste Umgang mit Wut und Ärger so weit ausgeprägt ist, dass Trotzanfälle nicht mehr auftreten.

## Sprachgebrauch
- Die Redensart „Schutz und Trutz“ unterscheidet die helfende und die kämpferische Seite z. B. eines Bündnisses (zum Beispiel: Schutz- und Trutzbund). Auch die Wörter Trutzburg oder Kaisertrutz leiten sich vom Wort trotzen ab.
- Die Präposition trotz bildete sich im 16./17. Jahrhundert und war zunächst mit dem Dativ verbunden („trotz dem Regen“), ab Mitte des 18. Jahrhunderts vermehrt mit dem Genitiv („trotz des Regens“),[10] der heute überwiegt.[11]
- Von Trotz abgeleitet sind das Verb trotzen (intransitiv bzw. transitiv mit dem Dativ) und die einen Hauptsatz einleitende Konjunktion trotzdem.
  - im positiven Sinne außerhalb des oben beschriebenen Bedeutungszusammenhangs als trotzen = einer Sache (u. a. Unwetter, Gefahr) oder einer Person (u. a. Feind) (erfolgreich) Widerstand leisten
- etwas aus/zum Trotz tun = etwas tun, nur weil es der Andere nicht will oder wünscht
- nichtsdestotrotz ist eine häufig genutzte, ursprünglich scherzhafte Mischbildung aus nichtsdestoweniger und trotzdem, die inzwischen der Standardsprache angehört.
- „Trotz und Eitelkeit hält der Schönheit Gesellschaft“ (K. F. W. Wander: Wanders Deutsches Sprichwörter-Lexikon, Bd. 4, S. 1339.)